# Кардосу, Фелиппе
Вандерсон Фелипе Кардосу дос Сантос (порт. Wanderson Felippe Cardoso dos Santos, более известный, как Фелипе Кардосу (порт. Felippe Cardoso) или просто Фелипе; род. 4 октября 1998, Сан-Паулу) — бразильский футболист, нападающий клуба «Ахмат», играющий на правах аренды в китайском клубе «Хэнань».

## Клубная карьера
Кардосу — воспитанник клубов «Освальдо Крус» и «Понте-Прета». 18 января 2018 года в матче Лиги Паулиста против «Коринтианса» игрок дебютировал за основной состав последних. 3 февраля в поединке против «Итуано» Фелиппе забил свой первый гол за «Понте-Прета». 15 апреля в матче против «Пайсанду» он дебютировал в бразильской Серии B. Летом того же года Кардосу перешёл в «Сантос». 16 сентября в матче против «Сан-Паулу» он дебютировал в бразильской Серии A. 24 ноября в поединке против «Атлетико Минейро» Фелиппе забил свой первый гол за «Сантос».
Летом 2019 года Кардосу на правах аренды перешёл в «Сеару». 16 июля в матче против «Флуминенсе» он дебютировал за новую команду. 4 августа в поединке против «Форталезы» Фелиппе забил свой первый гол за «Сеару».
В 2020 году Карлосу был арендован «Флуминенсе». 19 января в матче Лиги Кариока против «Кабофриенсе» он дебютировал за новую команду. 26 января в поединке против «Бангу» Фелиппе забил свой первый гол за «Флуминенсе». Летом 2021 года Кардосу на правах аренды присоединился к японскому «Вегалта Сэндай». 22 мая в матче против «Оита Тринита» он дебютировал в Джей-лиге. 18 сентября в поединке против «Симидзу С-Палс» Фелиппе забил свой первый гол за «Вегалта Сэндай».
В начале 2023 года Кардосу подписал контракт с португальской «Каза Пией». 6 марта в матче против «Пасуш де Феррейра» он дебютировал в Сангриш лиге. 19 марта в поединке против «Маритиму» Фелиппе забил свой первый гол за «Каза Пию».
Ахмат
25 июля 2024 года перешёл в грозненский «Ахмат», заключив четырёхлетний контракт. Дебютировал за клуб 31 июля, выйдя на замену в домашнем кубковом матче против «Пари НН».
аренда а Хэнань
31 января 2025 года ушёл в аренду в китайский «Хэнань».